# European Journal of Ecology
European Journal of Ecology (EJE) – wydawane w języku angielskim elektroniczne czasopismo naukowe powołane w 2015 roku. Założone zostało na Uniwersytecie Preszowskim (Słowacja), a obsługiwane jest przez platformę wydawniczą De Gruyter Open. Rocznie ukazują się 2 zeszyty. W czasopiśmie publikowane są recenzowane (peer-reviewed) artykuły naukowe z zakresu szeroko rozumianej ekologii, zoologii, biologii człowieka i nauk o roślinach w następujących kategoriach:
- oryginalne artykuły (research article)
- prace przeglądowe (review)
- artykuły dyskusyjne (forum article)
- wskazówki dla praktyków (policy directions).

Wszystkie artykuły są ogólnie dostępne (Open Access), redakcja nie pobiera dodatkowych opłat od autorów.
Redaktorem naczelnym jest prof. dr hab. Piotr Tryjanowski – dyrektor Instytutu Zoologii – Uniwersytet Przyrodniczy w Poznaniu.